# Kurt Ott
Kurt Ott (9 de dezembro de 1912 — 19 de abril de 2001) foi um ciclista suíço. Competiu nos Jogos Olímpicos de Verão de 1936 em Berlim, onde conquistou a medalha de prata no contrarrelógio por equipes, junto com Ernst Nievergelt e Edgar Buchwalder.